# Edil
Edil (em latim: aedilis; pl. aedīlis) ou edil curul (em latim: aedilis curulis; pl. aedīlis curules), era um cargo eleito da República Romana. Com sede em Roma, os edis eram responsáveis pela manutenção dos edifícios públicos (aedēs) e pela regulamentação dos festivais públicos. Tinham também poderes para impor a ordem pública e deveres para garantir o bom abastecimento da cidade de Roma e a boa manutenção das suas infraestruturas civis, à semelhança do governo local moderno.
Existiam dois tipos de edis: o primeiro era o “edil plebeu” (em latim: aedilis plebis) e a posse deste cargo estava limitada aos plebeus; o outro era o “edil curul” (em latim: aedilis curulis), abertos tanto a plebeus como a patrícios, em anos alternados. Um edil curul era classificado como um magister curulis.
O cargo de edil era geralmente ocupado por jovens que tencionavam seguir o cursus honorum para um alto cargo político, tradicionalmente após o cargo de questor mas antes do cargo de pretor. Não era uma parte obrigatória do cursus, já que um antigo questor podia ser eleito para o pretório sem ter ocupado o cargo de edil. No entanto, era um cargo vantajoso, pois demonstrava o empenho do aspirante a político no serviço público e dava-lhe a oportunidade de organizar festas e jogos públicos, o que constituía uma excelente forma de aumentar o reconhecimento do seu nome e a sua popularidade.

## História do cargo

### Edis plebeus
Os edis plebeus foram criados no mesmo ano que os tribunos da plebe (494 a.C.). Inicialmente destinados a serem assistentes dos tribunos, velavam pelos direitos dos plebeus em relação à sua sede, o Templo de Ceres. Posteriormente, assumiram a responsabilidade pela manutenção dos edifícios da cidade como um todo. Eram os assistentes dos tribunos em todos os assuntos que estes lhes confiassem, embora a maior parte dos assuntos que lhes eram confiados fossem de importância mínima.
Por volta de 446 a.C., foi-lhes atribuída a autoridade para cuidar dos decretos do Senado. Quando era aprovado um senatus consultum, este era transcrito num documento e depositado no tesouro público, o Aerarium. Este poder foi-lhes conferido porque os cônsules, que o detinham anteriormente, suprimiam e alteravam arbitrariamente os documentos. Também mantinham os atos do Conselho da Plebe (Assembleia Popular), os “plebiscitos”. Os plebiscitos, uma vez aprovados, eram também transcritos num documento físico para serem guardados. Embora os seus poderes tenham aumentado com o tempo, nem sempre é fácil distinguir entre os seus poderes e os dos censores. Ocasionalmente, quando um censor não podia executar uma das suas tarefas, era substituído por um edil.[Necessitam-se fontes]

### Edis Curules
De acordo com Tito Lívio (vi. 42), após a aprovação das rogações de Licínio em 367 a.C., foi acrescentado um dia extra aos jogos romanos; os edis plebeus recusaram-se a suportar a despesa adicional, pelo que os patrícios se ofereceram para a assumir, na condição de serem admitidos no cargo de edil. Os plebeus aceitaram a oferta e, em conformidade, foram nomeados dois edis curules - primeiro apenas entre os patrícios, depois entre patrícios e plebeus e, por último, entre ambos - na Assembleia Tribal, sob a presidência do cônsul. Os edis curules, enquanto magistrados formais, tinham certas honras que os edis plebeus (que não eram tecnicamente magistrados) não tinham.
Além de terem o direito de se sentarem numa sella curulis e de usarem uma toga praetexta, os edis curules também tinham o poder de emitir éditos (jus edicendi). Estes éditos diziam frequentemente a respeito de questões como a regulação dos mercados públicos, ou aquilo a que poderíamos chamar “regulação econômica”. Lívio sugere, talvez incorretamente, que tanto os edis curules como os edis plebeus eram sacrossantos. Embora os edis curules tivessem sempre uma posição superior à dos plebeus, as suas funções foram-se aproximando gradualmente e tornaram-se praticamente idênticas. No prazo de cinco dias após o início dos seus mandatos, os quatro edis (dois plebeus e dois curules) deviam determinar, por sorteio ou por acordo entre si, quais as partes da cidade sobre as quais cada um deveria ter jurisdição.

### Diferenças entre os dois
Havia uma distinção entre os dois conjuntos de edis no que se refere às festas públicas. Alguns festivais eram de natureza plebeia e, por isso, estavam sob a supervisão dos edis plebeus. Outros festivais eram supervisionados exclusivamente pelos edis curules, e era frequentemente nestes festivais que os edis efetuavam despesas avultadas. Isto era frequentemente feito para garantir o apoio dos eleitores em futuras eleições. Uma vez que os edis não eram reembolsados pelas despesas públicas, a maioria dos indivíduos que procuravam o cargo eram ricos independentes. Uma vez que este cargo era um trampolim para um cargo mais elevado e para o Senado, ajudava a garantir que apenas os indivíduos ricos (majoritariamente proprietários de terras) conseguissem ser eleitos para um cargo elevado. Estas despesas extravagantes começaram pouco depois do fim da Segunda Guerra Púnica e aumentaram com o regresso dos despojos das novas conquistas orientais de Roma. Mesmo a decadência dos imperadores raramente ultrapassava a dos edis durante a República, como se pode verificar durante o aedilhado de Júlio César.[necessitam-se fontes]